# Макарово (Курська область)
Макарово (рос. Макарово) — село в Желєзногорському районі Курської області Російської Федерації.
Населення становить 2 особи. Входить до складу муніципального утворення Андросівська сільрада.

## Історія
Населений пункт розташований на території українського етнічного та культурного краю Східна Слобожанщина.
Від 2004 року входить до складу муніципального утворення Андросівська сільрада.

## Населення
| 1853 | 1866 | 1877 | 1897 | 1926 | 1979 | 2002 |
| ---- | ---- | ---- | ---- | ---- | ---- | ---- |
| 650  | ↗741 | ↘689 | ↗887 | ↗938 | ↘135 | ↘0   |
| 2010 |      |      |      |      |      |      |
| ↗2   |      |      |      |      |      |      |